# Lipotes vexillifer
O Baiji (nome científico: Lipotes vexillifer), também conhecido como golfinho-lacustre-chinês, golfinho-branco ou golfinho-do-yang-tsé, é um mamífero de água doce pertencente à ordem Cetacea, encontrado no rio Yang-Tsé na China. Era uma das quatro espécies de golfinhos de água doce restantes no mundo (tal como o Boto, na Amazônia). Enquanto as três espécies viventes estão em sério risco de extinção, o baiji já foi extinto e não existe mais.

## Características
O golfinho-lacustre-chinês possui uma coloração que vai do cinza ao azul-pálido no dorso, e uma coloração branca no ventre. Possui uma barbatana dorsal triangular e muito vestigial, as suas barbatanas caudais e peitorais são curtas e arredondadas. Tem olhos pequenos e é praticamente cego. O golfinho-lacustre-chinês tem, em média, 31 a 36 dentes cônicos em cada uma das duas filas de mandíbula. Acredita-se que se acasala na primeira metade do ano, principalmente de fevereiro a abril. Foi observada uma taxa de trinta por cento de gravidez. A gestação dura de dez a onze meses, com o nascimento de um indivíduo por vez. O intervalo entre dois nascimentos é de dois anos. Os filhotes, ao nascer, medem de oitenta a noventa centímetros. Eles são cuidados durante oito a vinte meses. Os machos alcançam a maturidade sexual aos quatro anos de idade, e as fêmeas aos seis. Os machos maduros têm um comprimento de aproximadamente 2,3 metros, as fêmeas 2,5 metros, e o espécime mais longo media 2,7 metros. Pesa de 135 a 230 quilogramas. Vive aproximadamente 24 anos em condições naturais. Possui um bico longo e ligeiramente curvado para cima.
Quando fugindo de alguma ameaça, pode alcançar sessenta quilômetros por hora, mas normalmente nada a uma velocidade de trinta a quarenta quilômetros por hora. Por causa de sua visão deficiente, depende da ecolocalização para navegar. A ecolocalização também é importante na socialização, para evitar predadores, para coordenação grupal e para expressar emoções. A emissão de som é focada e grandemente direcionada pelo formato do crânio e do melão. As frequências de pico da ecolocalização variam de setenta a cem quilohertz.

## Distribuição
Historicamente, o golfinho-do-yang-tsé ocorria ao longo de 1 700 quilômetros do médio e do baixo Yang-tsé, de Yichang no oeste até a foz perto de Xangai, assim como nos lagos de Poyang e Dongting, e no pequeno rio Qiantang no sul. Ao longo do tempo, esse trecho foi reduzido em centenas de quilômetros, passando a abranger apenas o canal principal do Yang-tsé, principalmente entre os dois grandes lagos tributários Poyang e Dongting. Aproximadamente doze por cento da população mundial vive e trabalha na área de captação do Yang-tsé, pressionando o rio. A construção da Hidrelétrica das Três Gargantas, assim como de outras represas menores, também levaram à perda de habitat.

## História evolutiva
Registros fósseis sugerem que o golfinho surgiu há 25 000 000 de anos atrás e migrou do oceano Pacífico para o rio Yang-tsé há 20 000 000 de anos atrás. É uma das quatro espécies de golfinho que vivem apenas em água-doce. Estima-se que existiam 5 000 golfinhos-do-yang-tsé quando eles foram descritos no antigo dicionário Erya por volta do século III a.C.
É amplamente reconhecido que os golfinhos de rio não são um grupo natural. Seu genoma mitocondrial revela uma divisão em duas linhagens separadasː de um lado, Platanista; de outro lado, Lipotes, Inia e Pontoporia. Não há um parentesco entre as duas linhagens. A linhagem de Platanista faz parte do clado Odontoceti, ao invés de ter uma maior afinidade com o clado Mysticeti. A posição de Platanista é mais basal, sugerindo divergência separada desta linhagem bem antes da outra. Lipotes possui uma relação de parentesco com Inia e Pontoporia, e todos eles formam um grupo aparentado a Delphinoidea. Isto apoia fortemente a parafilia dos clássicos golfinhos de rio, sendo que os golfinhos de rio não platanistoides formam um grupo monofilético, com os Lipotidae como táxons irmãos de Iniidae e Pontoporiidae. Isso é congruente com os estudos baseados em elementos repetitivos pequenos intercalados.
Baixos valores de diversidade haplotípica e de diversidade de nucleótidos foram encontrados no golfinho-do-yang-tsé. A análise de variância molecular apoiou um alto nível de estrutura genética média. Os machos têm uma maior diferenciação genética que as fêmeas, o que sugere uma significativa dispersão causada pelas fêmeas.
As adaptações aquáticas do golfinho-do-yang-tsé e de outros cetáceos surgiram lentamente e podem ser ligadas a PSGs e e/ou outras mudanças funcionais. Análises genéticas comparativas mostraram que o golfinho-do-yang-tsé tem um lento relógio molecular e adaptações moleculares para o ambiente aquático. Essa informação levou os cientistas a concluir que um efeito de gargalo deve ter ocorrido perto do fim da última deglaciação, quando houve um rápido decréscimo de temperatura e um aumento do nível médio do mar. Os cientistas também investigaram genes selecionados positivamente no genoma do golfinho-do-yang-tsé que são usados para reparo de DNA e resposta a estímulo de DNA. Estes genes selecionados positivamente não haviam sido encontrados previamente em nenhum outro mamífero. Atalhos usados para reparo de DNA são reconhecidos como importantes na evolução do cérebro e em doenças como microcefalia. A diminuição da taxa de substituição entre os cetáceos pode ter afetado a evolução dos atalhos de dano do DNA. Ao longo do tempo, os golfinhos de rio sofreram uma redução do tamanho dos olhos e da acuidade dos olhos, provavelmente devido à baixa visibilidade dos ambientes fluviais e estuarinos.
Ao analisar o genoma do golfinho-do-yang-tsé, os cientistas encontraram quatro genes que perderam sua função devido a mutação com deslocamento do marco de leitura ou a mutação sem sentido. O golfinho-do-yang-tsé tem a mais baixa frequência de polimorfismo de nucleotídeo único encontrada até agora em mamíferos. Esta baixa frequência pode estar relacionada à relativamente baixa taxa de evolução molecular em cetáceos; entretanto, considerando que o decréscimo na taxa de evolução molecular do golfinho-do-yang-tsé não foi tão grande quanto o decréscimo na taxa de heterozigosidade, é provável que muita da baixa diversidade genética observada tenha sido causada pelo declínio precipitado da população total de golfinho-do-yang-tsé e de seus cruzamentos associados em décadas recentes.
A história demográfica reconstruída dos últimos 100 000 anos apontam uma contínua contração populacional através do último apogeu glacial, um sério gargalo durante a última deglaciação, e contínuo crescimento populacional depois que o nível médio do mar chegou aos níveis atuais. A correlação entre movimento populacional, temperaturas regionais e nível médio do mar sugere um papel dominante das mudanças climáticas locais e globais na antiga demografia populacional do golfinho-do-yang-tsé.

## Folclore
No folclore da China, conta-se que uma linda jovem vivia com seu pai adotivo nos bancos do rio Yang-tsé. Ele era mau e ganancioso. Um dia, ele a colocou num barco com a intenção de vendê-la num mercado. Já no rio, ele ficou seduzido pela beleza da jovem e tentou se aproveitar dela, mas ela saltou do barco ao mesmo tempo em que uma grande tempestade afundava o barco. Depois da tempestade, o povo viu um belo golfinho nadando no rioː era a reencarnação da jovem, que ficou conhecida como "a deusa do Yang-tsé". Na região do rio Yang-tsé, o golfinho é considerado um símbolo de paz e prosperidade.

## Conservação
Na década de 1950, a população de golfinho-do-yang-tsé era estimada em 6 000 animais, mas esta viria a diminuir rapidamente nas cinco décadas seguintes. Por volta de 1970, restavam apenas algumas centenas de animais. Na década de 1980, o número caiu para quatrocentos indivíduos. Em 1997, para treze indivíduos, quando foi efetuada uma ampla pesquisa. Atualmente, é o cetáceo mais ameaçado do mundo segundo o Guinness World Records. Ele foi visto pela última vez em agosto de 2004, embora tenha sido possivelmente avistado em 2007. É listada como espécie ameaçada pelo governo dos Estados Unidos através do Ato das Espécies Ameaçadas.

### Causas do declínio
A União Internacional para a Conservação da Natureza listou como ameaças para a espécieː o período de caça pelo homem durante o Grande Salto Adiante, aprisionamento em rede de pesca, a prática ilegal de pesca elétrica, colisões com barcos, destruição de habitat e poluição. Estudos posteriores apontaram que a falta de informações sobre a distribuição e a ecologia históricas da espécie, o impacto ambiental da construção da Hidrelétrica das Três Gargantas e o fracasso das ações de proteção à espécie também são ameaças à espécie.
Durante o Grande Salto Adiante, a tradicional veneração pelo golfinho-do-yang-tsé foi denunciada, e o golfinho foi caçado pela sua carne e pele, se tornando rapidamente escasso.
Conforme o país se desenvolveu economicamente, a pressão sobre a espécie aumentou. Resíduos industriais e domésticos foram despejados sobre o rio Yang-tsé. O leito do rio foi dragado e reforçado com concreto em muitos pontos. A navegação fluvial aumentou, os barcos aumentaram de tamanho e os pescadores passaram a empregar redes maiores e mais letais. A poluição sonora fez com que o quase cego animal colidisse com as hélices. As presas do golfinho diminuíram drasticamente em número no final do século XXː algumas populações de peixes chegaram a ser um milésimo dos níveis pré-era industrial.
Muitos motivos vinculados à ação humana (colisões com barcos, construção de represas etc.) que também ameaçam cetáceos de água-doce em outros sistemas hídricos estão implicados no declínio do golfinho-do-yang-tsé. Entretanto, o fator primário provavelmente foi a insustentável captura acidental usando artifícios como rede de emalhar, rede de pesca e pesca elétrica, o que também é a principal causa de mortalidade de pequenos cetáceos no mundo inteiro. Embora existam relativamente poucos dados referentes à mortalidade do golfinho-do-yang-tsé, ao menos a metade de todas as mortes registradas da espécie nos anos 1970 e 1980 foi causada por ganchos móveis e outros artefatos de pesca. Nos anos 1990, a pesca elétrica foi responsável por quarenta por cento das mortes. Ao contrário da maioria das extinções de animais de grande porte na era histórica, o golfinho-do-yang-tsé foi vítima não de perseguição ativa mas de mortalidade acidental resultante de impacto ambiental de larga escala causado por seres humanos, principalmente pesca descontrolada.
Sua extinção apenas reflete o último estágio da progressiva deterioração ecológica da região do rio Yang-tsé. Nos anos 1970 e 1980, aproximadamente metade das mortes de golfinho-do-yang-tsé era atribuída ao aprisionamento em artefatos de pesca. No início dos anos 2000, a pesca elétrica foi considerada "a principal ameaça à sobrevivência do golfinho-do-yang-tsé". Embora ilegal, esta modalidade de pesca é largamente praticada no país. A construção da Hidrelétrica das Três Gargantas reduziu ainda mais o habitat da espécie, além de ter facilitado o aumento da navegação no rio.
Alguns cientistas descobriram que a poluição aumentou a incidência de parasitas no golfinho-do-yang-tsé, o que pode resultar em epizootia, a qual vem causando a morte de milhares de mamíferos marinhos no início do século XXI. Também foram capturados indivíduos com verminose, o que levou os cientistas a acreditar que os parasitas podem ser uma das causas da diminuição populacional da espécie.
Foi notado, entretanto, que o declínio da distribuição geográfica da espécie não está ligado à sua diminuição populacional.

### Cronologia
- circa século III a.C.: população estimada em 5 000 animais
- anos 1950: população estimada em 6 000 animais
- 1958–1962: o Grande Salto Adiante denuncia a veneração ao animal
- 1970: começa o projeto da represa de Gezhouba
- 1979: o país declara que a espécie está ameaçada
- 1983: lei nacional declara que a caça da espécie é ilegal
- 1984: a situação crítica da espécie alcança as manchetes dos jornais do país[29]
- 1986: População estimada em 300
- 1989: Represa de Gezhouba concluída
- 1990: População estimada em 200
- 1994: Começa a construção da hidrelétrica de Três Gargantas
- 1996: a União Internacional para a Conservação da Natureza lista a espécie como espécie em perigo crítico
- 1997: População estimada em menos de 50 (13 encontrados na pesquisa); um indivíduo foi encontrado morto com 103 feridas abertas[30]
- 1998: 7 encontrados em pesquisa
- 2003: a hidrelétrica de Três Gargantas começou a encher seu reservatório de água
- 2004: o último encontro confirmado
- 2006: nenhum indivíduo encontrado em pesquisa, declaração de "extinto"
- 2007: Resultado de pesquisa publicado no jornal Biology Letters.[31]

### Pesquisas
| Ano       | Área da pesquisa    | Número de quilômetros pesquisados | Número de indivíduos avistados | Número estimado de indivíduos |
| --------- | ------------------- | --------------------------------- | ------------------------------ | ----------------------------- |
| 1979      | Wuhan-Chenglingji   | 230                               | 19                             | –                             |
| 1979      | Nanjing-Taiyangzhou | 170                               | 10                             | –                             |
| 1979–1981 | Nanjing-Guichi      | 250                               | 3–6 grupos                     | 400                           |
| 1978–1985 | Yichang-Nantong     | 1600                              | >20 grupos                     | 156                           |
| 1985–1986 | Yichang-Jiangyin    | 1510                              | 42 grupos                      | 300                           |
| 1979–1986 | Fujiangsha-Hukou    | 630                               | 78–79                          | 100*                          |
| 1987–1990 | Yichang-Shanghai    | 1 669                             | 108                            | 200                           |
| 1989–1991 | Hukou-Zhenjian      | 500                               | 29                             | 120                           |
| 1991–1996 | Xinchang-Wuhan      | 413                               | 42                             | < 10                          |

### Esforços de conservação
Durante os anos 1970, a China reconheceu o estado precário da espécie. O governo, então, tornou ilegal o assassinato deliberado da espécie, restringiu sua pesca e estabeleceu reservas naturais.
Em 1978, a Academia Chinesa de Ciências criou o Centro de Pesquisa do Golfinho de Água-doce, um ramo do Instituto de Hidrobiologia de Wuhan. Nos anos 1980 e 1990, foram feitas várias tentativas para capturar golfinhos e realocá-los em reservas. Um programa de cruzamentos permitiria, então, que a espécie se recuperasse e fosse reintroduzida no rio Yang-tsé depois que as condições deste melhorassem. Entretanto, revelou-se ser difícil capturar a espécie, por esta ser rara e rápida. Poucos cativos sobreviveram mais do que alguns poucos meses.
A primeira organização chinesa de proteção às espécies aquáticas, a Fundação de Conservação do Golfinho Baiji de Wuhan, foi fundada em dezembro de 1996. A organização conseguiu arrecadar 1 383 924,35 iuanes (por volta de 100 000 dólares estadunidenses). Os fundos foram usados para a preservação de células in vitro e para manter as instalações dedicadas à espécie, como o Santuário de Shishou, que foi inundado em 1998.
Desde 1992, cinco áreas protegidas do rio Yang-tsé foram designadas como reservas do golfinho-do-yang-tsé. Quatro foram criadas no canal principal do rio, onde a espécie é ativamente protegida e a pesca é proibida, sendo duas reservas nacionais (Shishou e Xin-Luo) e duas provinciais (Tongling e Zhenjiang). Impor proibição máxima aos métodos de pesca ilegais e dolorosos nas reservas poderia prolongar o processo de extinção desses animais no ambiente selvagem, mas, até agora, as medidas administrativas tomadas nas reservas não impediram a queda acentuada da população da espécie. Enquanto os seres humanos continuam a ocupar o rio e usar os seus recursos naturais, permanece, sem resposta, a questãoː poderia o rio, no futuro, ter condições de voltar a ser o habitat dos golfinhos? Em Shishou, na província de Hubei, e em Tongling, na província de Anhui, as duas reservas seminaturais estabelecidas nessas regiões desejavam criar um ambiente para o golfinho-do-yang-tsé e o boto-do-índico se reproduzirem. Através de manejo cuidadoso, ambas as espécies não apenas sobreviveram, mas também conseguiram se reproduzir, dando alguma esperança de sobrevivência ao golfinho-do-yang-tsé.
A quinta área protegida é um lago em ferradura isolado localizado além do banco norte do rio perto da cidade de Shishouː a Reserva Seminatural da Ferradura Tian-e-Zhou. Combinadas, estas cinco reservas cobrem aproximadamente 350 quilômetros (1/3 da área de ocorrência do golfinho), deixando os restantes 2/3 desprotegidos.
Assim como estas cinco áreas protegidas, também existem cinco "estações de proteção" em Jianli, Chenglingji, Hukou, Wuhu e Zhengjiang. Estas estações consistem em dois observadores e um barco de pesca motorizado com o objetivo de realizar patrulhas diárias, fazer observações e investigar denúncias de pesca ilegal.
Em 2001, o governo chinês aprovou o Plano de Ação de Conservação dos Cetáceos do Rio Yang-tsé. O plano reenfatizava as três medidas identificadas na oficina de 1986 e foi adotada como a política nacional para a conservação da espécie. Apesar de todas as oficinas e convenções, entretanto, pouco dinheiro estava disponível na China para as ações de conservação. Foi estimado que era necessário 1 000 000 de dólares estadunidenses para iniciar o projeto e mantê-lo por três anos.
Esforços para salvar os mamíferos se revelaram pequenos e tardios. August Pfluger, diretor executivo da fundação Baiji.org, disseː "a estratégia do governo chinês era boa, porém não tivemos tempo de pô-la em ação". Além disso, os esforços de conservação foram criticados, pois, mesmo com toda a atenção internacional quanto à conservação do golfinho, o governo chinês não fez nenhum "sério investimento" para proteger a espécie.

#### Conservaçãoin situ
A maioria dos cientistas concorda que a melhor linha de ação seria um esforço de conservação ex situ paralelo a um esforço de conservação in situ. A deterioração do rio Yang-tsé teria que ser revertida para poder se preservar o habitat. Projetos ex situ objetivavam fazer crescer uma população que poderia, um dia, ser reintroduzida no rio Yang-tsé.

#### Conservaçãoex situ
Shishou Tian-e-Zhou é um lago em ferradura com 21 quilômetros de comprimento e dois quilômetros de largura localizado perto da cidade de Shishou, na província de Hubei. Ele já foi descrito "como uma miniatura do Yang-tsé... possuindo todos os requerimentos de uma reserva seminatural". Desde a sua designação como reserva nacional em 1992, objetivou-se utilizá-lo para conservação não só do golfinho-do-yang-tsé, mas também do boto-do-índico. Em 1990, os primeiros botos-do-índico foram realocados na reserva. Desde então, estão sobrevivendo e se reproduzindo bem. Em abril de 2005, se sabia que 26 botos-do-índico estavam vivendo na reserva. Um golfinho-do-yang-tsé foi introduzido em dezembro de 1995, mas morreu durante a enchente de 1996. Para lidar com essas enchentes anuais, foi construído um dique entre o rio Yang-tsé e o lago. Desde então, o nível da água é controlado através de uma eclusa no lago. Verificou-se, no entanto, que a qualidade da água do lago piorou com a instalação da eclusa devido à ausência da transferência anual de nutrientes. Aproximadamente 6 700 pessoas vivem na "ilha" formada dentro do lago e, portanto, alguma pesca controlada é permitida.
O sucesso da iniciativa em Shishou com botos-do-índico, aves migratórias e fauna de terras alagadas encorajou a Equipe Local de Manejo de Terras Alagadas a lutar pela inclusão da região na Convenção sobre as Zonas Húmidas de Importância Internacional. Também foi observado que a região tem um grande potencial para o ecoturismo, o que poderia gerar a renda necessária para a melhoria da reserva, que, atualmente, não possui a infraestrutura necessária para a atividade.

#### Espécimes cativos
Foi construído um delfinário para a conservação do golfinho-do-yang-tsé no Instituto de Hidrobiologia de Wuhan em 1992. Ele foi concebido como um espaço livre de qualquer ameaça, onde o golfinho poderia ser facilmente observado. Ele inclui uma piscina parcialmente coberta e parcialmente ao ar livre, um sistema de filtração de água, espaços para armazenagem e preparo de alimentos, laboratórios de pesquisa e um pequeno museu. A intenção é gerar renda através do turismo, que poderia ser revertida para a conservação do golfinho. As piscinas não são muito grandes (25 metros de arco em forma de rim, 7 metros de largura, 3,5 metros de profundidade. 10 metros de diâmetro, 2 metros de profundidade. 12 metros de diâmetro, 3,5 metros de profundidade) e, portanto, não podem abrigar muitos golfinhos ao mesmo tempo.
Douglas Adams e Mark Carwardine documentaram seus encontros com animais em perigo nas suas viagens de conservação do programa da BBC Last chance to see. Eles viajaram à China, beberam cerveja Baiji e bebida de cola Baiji, se hospedaram no hotel Baiji e usaram papel higiênico Lipotes vexillifer. Eles encontraram balanças Baiji e fertilizantes Baiji. Eles encontraram Qi qi, o deslumbrante golfinho cinza-azulado com bico longo, fino e ligeiramente curvado para cima, barbatana dorsal baixa triangular, nadadeiras largas e pequenos olhos. Qi qi tinha apenas um ano de idade, havia se machucado com anzóis em 1980, havia sido capturado e estava sendo tratado. Nas sete vezes em que Douglas e Mark visitaram o país, eles nunca encontraram um golfinho-do-yang-tsé em ambiente natural. O livro de mesmo nome, publicado em 1990, possuía fotos do macho cativo Qi qi, que viveu no delfinário do Instituto de Hidrobiologia de Wuhan de 1980 a 14 de julho de 2002. Descoberto por um pescador no lago Dongting, ele tornou-se o único residente do delfinário. Uma fêmea sexualmente madura foi capturada no final de 1995, mas morreu após um semestre em 1996, quando a reserva natural Tian-e-Zhou foi inundada.
| Nome        | Período de tempo                             | Locação | Sexo | Condições de criação                | Tempo de sobrevivência |
| ----------- | -------------------------------------------- | ------- | ---- | ----------------------------------- | ---------------------- |
| Qi Qi       | 12 de janeiro de 1980 – 14 de julho de 2002  | IHB     | M    | Ao ar livre e coberto, não filtrado | 22,5 anos              |
| Rong Rong   | 22 de abril de 1981 – 3 de fevereiro de 1982 | IHB     | M    | Outdoor non-filtered                | 228 dias               |
| Lian Lian   | 31 de março de 1986 – 14 de junho de 1986    | IHB     | M    | ao ar livre não filtrado            | 76 dias                |
| Zhen Zhen   | 31 de março de 1986 – 27 de setembro de 1988 | IHB     | F    | ao ar livre, não filtrado           | 2,5 anos               |
| Su Su       | 3 de março de 1981 – 20 de março de 1981     | UNN     | F    | Coberto                             | 17 dias                |
| Jiang Jiang | 7 de dezembro de 1981 – 16 de abril de 1982  | IPPN    | M    | ao ar livre, não filtrado           | 129 dias               |

### Estado atual
A agência de notícias Xinhua anunciou, em 4 de dezembro de 2006, que não foi encontrado nenhum golfinho-do-yang-tsé numa busca de seis semanas no rio conduzida por trinta pesquisadores. Isso levantou a suspeita da primeira extinção de um cetáceo por ação humana. Más condições da água e do clima dificultaram a observação, mas os líderes da expedição declararam que a espécie estava "funcionalmente extinta" em 13 de dezembro de 2006, pois a quantidade de indivíduos que estariam vivos seria inferior à necessária para a perpetuação da espécie. Entretanto, foram divulgadas, em agosto de 2007, cenas presumidamente da espécie.
O leão-marinho-japonês e a foca-monge-das-caraíbas desapareceram na década de 1950, tendo sido os últimos mamíferos aquáticos a se extinguirem. Várias espécies e subespécies de mamíferos terrestres desapareceram desde então. Se o golfinho-do-yang-tsé estiver extinto, a vaquita se tornará a espécie mais ameaçada de mamífero marinho.
Alguns cientistas ainda têm esperanças em relação à espécieː

O fato de a expedição não ter visto nenhum golfinho-do-yang-tsé não significa que a espécie está necessariamente extinta ou 'efetivamente extinta', porque a expedição percorreu uma larga extensão em um relativamente curto período de tempo... Entretanto, estamos extremamente preocupados. O rio Yang-tsé está extremamente degradado, e nós localizamos muito menos botos-do-índico do que no passado.— Wang Limin, diretor do escritório de Wuhan do Fundo Mundial para a Natureza.
Um informe da expedição foi publicado online no jornal Biology Letters em 7 de agosto de 2007. No informe, os autores concluemː "somos forçados a concluir que o golfinho-do-yang-tsé está provavelmente extinto agora, possivelmente em razão da insustentável pesca acidental".
"Testemunha de extinçãoː como falhamos em salvar o golfinho-do-yang-tsé", um registro da pesquisa de 2006 sobre o golfinho, feito por Samuel Turvey, diretor do jornal Biology Letters, foi publicado pela Oxford University Press no outono de 2008. O livro investigou a provável extinção da espécie dentro da perspectiva maior de como e por que os esforços internacionais para salvar a espécie falharam, e se programas de recuperação para outras espécies ameaçadas podem, de modo similar, se deparar com obstáculos administrativos potencialmente desastrosos. Segundo a Sociedade Zoológica de Londres, caso seja confirmada a sua extinção, será o primeiro cetáceo a desaparecer como resultado direto da influência do homem. As causas principais de sua extinção serão a pesca abusiva (uma vez que a região carece de normas que coíbam os abusos da atividade), a navegação excessiva, a poluição e a construção de usinas hidrelétricas (incluindo a Três Gargantas), que afectaram grandemente o seu habitat natural.
Em 19 agosto de 2007, Zeng Yujiang, um morador de Tongling, filmou, com o seu telemóvel, um grande animal branco nadando no rio Yang-tsé na província de Anhui. Em outubro de 2016, várias fontes anunciaram a observação do que pode ter sido um golfinho-do-yang-tsé.